# Usofila pacifica
Usofila pacifica är en spindelart som först beskrevs av Banks 1894.  Usofila pacifica ingår i släktet Usofila och familjen Telemidae. Inga underarter finns listade i Catalogue of Life.